# Manfred Wichelhaus
Manfred Wichelhaus (* 8. Juni 1931 in Wuppertal; † 13. März 2023) war ein deutscher evangelischer Religionspädagoge und Hochschullehrer.

## Leben
Nach der Promotion 1958 in Heidelberg war er Dozent am Pädagogisch Theologischen Institut der Evangelischen Kirche im Rheinland (1961–1969). Er wurde 1970 ordentlicher Professor an der PH Rheinland, Abteilung Köln.
Manfred Wichelhaus war bis zu seinem Tod verheiratet mit Barbara Wichelhaus, geborene Heinemann (* 1933), der jüngsten Tochter des Ehepaares Gustav und Hilda Heinemann. Der Sohn Daniel Wichelhaus (* 1963) ist Professor für Betriebswirtschaftslehre an der Hochschule Hannover.
Wichelhaus wurde in der Stadt seiner Mütter und Väter in Elberfeld beigesetzt.

## Schriften (Auswahl)
- Kirchengeschichtsschreibung und Soziologie im neunzehnten Jahrhundert und bei Ernst Troeltsch. Heidelberg 1965, OCLC 871457806.
- mit Klaus Goebel (Hg.): Aufstand der Bürger. Revolution 1849 im westdeutschen Industriezentrum. Wuppertal 1974, ISBN 3-87294-065-1.
- mit Alex Stock: Ostern in Bildern, Reden, Riten, Geschichten und Gesängen. Köln 1979, ISBN 3-545-21029-4.
- mit Alex Stock: Bildtheologie und Bilddidaktik. Studien zur religiösen Bildwelt. Düsseldorf 1981, ISBN 3-491-78376-3.